# Ivo Grohovac

Ivo Grohovac Riječanin (Grohovo, 21. lipnja 1875. – Rijeka, 28. travnja 1914.) činovnik, novinar i pjesnik. U rodnome je mjestu učio školu; službovao je u Pešti, potom kao trgovački pomoćnik u Trstu, te naposljetku u Rijeci. Objavio je tri zbirke pjesama: Riječanke (Zagreb 1906.), Glasovi s Kvarnera (Rijeka 1909) i Rijekom i Rešćinom (Rijeka 1912.). Podosta je među ostalim, surađivao u Riječkom glasniku (koji je i pokrenuo), Riječkim novinama te u Riječkom novom listu. U ovome potonjem je u rubrici Negda i sada pod pseudonimom Tik - tak, od srpnja 1913. do ožujka 1914. godine objavljivao čakavski podlistak, po mnogo čemu zanimljivo štivo koje i danas pruža svojevrstan uvid u društvenu i kulturnu zbilju Rijeke s početka 20. stoljeća. Usrdni borac za hrvatski nacionalni identitet Rijeke i za potrebu očuvanja domaćega čakavskog govora, njegovi sočno pisani članci, osim što svjedoče o živosti riječke društvene i kulturne scene, izuzetno su čitki i danas.

## Vanjske poveznice
- Predavanje dr.sc. Irvina Lukežića, redovnog profesora Filozofskog fakulteta u Rijeci,o životu i djelu Ive Grohovca održanog na Drenovi 5.12.2008.
- Svečano obilježavanje 100 godina smrti Ive Grohovca  Arhivirana inačica izvorne stranice od 19. kolovoza 2014. (Wayback Machine)